# Lähte
Lähte est un petit bourg de la commune rurale de Tartu du comté de Tartu en Estonie .
Au 31 décembre 2011, il compte 492 habitants.